# Kathedraal van Sint-Vincent-de-Paul
De Kathedraal van Sint-Vincent-de-Paul (Arabisch: اتدرائية القديس فنسون دو بول بتونس) is een rooms-katholieke kerk in de Tunesische hoofdstad Tunis. De kathedraal is gewijd is aan Sint-Vincentius a Paulo.
De 19e-eeuwse kathedraal is de zetel van het aartsbisdom Tunis en bevindt zich op het Onafhankelijkheidsplein tussen Avenue Habib Bourguiba en Avenue de France, tegenover het standbeeld van Ibn Khaldun en de Franse ambassade. De kerk wordt sinds 2013 geleid door aartsbisschop Ilario Antoniazzi.
De kathedraal vervangt een in 1881 gebouwde kerk die fungeerde als pro-kathedraal. Vanwege een zwakke fundering verslechterde de staat van die kerk snel. Daarom werd in 1893 nabij die kerk begonnen met de bouw van een nieuwe kerk. De kathedraal werd geopend met kerstmis 1897. De neoromaanse architectuur van het gebouw bevat oosterse, neogotische en neobyzantijnse elementen. Aanvankelijk had het gebouw vanwege geldgebrek houten klokkentorens.
Tijdens zijn bezoek aan Tunesië in 1996 bezocht paus Johannes Paulus II de kathedraal.